# Mirela Pașca
Mirela Ana Pașca (Nagybánya, 1975. február 19. –) olimpiai ezüst-, világbajnoki bronzérmes, Európa-bajnok román tornász, edző, fitneszedző.
Egyike azon román tornászoknak, akik tökéletesen végrehajtott gyakorlatukra megkapták a maximális 10-es pontszámot.

## Életpályája
Öt éves korában a Nagybányai Municípiumi Sportklubban Elena Marinescu, Alexandru Aldea és Iuliana Simonfi irányítása mellett kezdett tornázni. A román olimpiai válogatottnak 1990-től 1993-ban történt visszavonulásáig volt tagja, edzői itt Octavian Bellu, Ioan Pop és Luiza Stoica voltak. Legjobb eredményeit – Európa-bajnoki címet és világbajnoki bronzérmet – felemás korláton érte el.

### Juniorként
Országos junior bajnoki címet 1989-ben szerzett.

### Felnőttként

#### Országos eredmények
Országos bajnok volt talajon 1990-ben, és felemás korláton 1990-ben és 1992-ben. Országos bajnoki ezüstérmet nyert 1991-ben és 1992-ben is gerendán.

#### Nemzetközi eredmények
A Brüsszeli Világkupán 1990-ben felemás korláton második lett Tetyana Liszenko mögött, talajon Liszenkóval megosztottan harmadik Szvjatlana Bahinszkaja és Ónodi Henrietta mögött, egyéni összetettben pedig hetedik helyen zárt.
Románia Nemzetközi Bajnokságán 1990-ben felemás korláton nyerte el a bajnoki címet.
Ugyancsak 1990-ben lett Balkán-bajnok egyéni összetettben.
Románia kétoldalú találkozóin 1990-ben a Nagy-Britannia-Románián hetedik, a Románia-Független Államok Közössége találkozón első, 1991-ben az Olaszország-Románián (felemás korláton maximális tízes pontszámmal) és a Németország-Románián negyedik helyen végzett egyéni összetettben. Szintén negyedik volt 1992-ben a Németország-Románia találkozón is, és hetedik az ugyanazévi Magyarország-Románián.
1991-ben az Arthur Gander Memorialon egyéni összetettben második helyezést ért el Shannon Miller mögött.
Felnőtt Európa-bajnokságon egyszer vett részt, 1990-ben Athénban, ahol felemás korláton nyerte el az aranyérmet. Ugyanitt gerendán bronzérmes volt, egyéni összetettben és talajon pedig ötödik helyezett.
Felnőtt világbajnokságon kétszer indult. Először 1991-ben Indianapolisban, ahol bronzérmes lett a csapattal (Lavinia Miloșovici, Cristina Bontaș, Maria Neculiță, Vanda Hădărean, Eugenia Popa), negyedik felemás korláton és nyolcadik egyéni összetettben. Másodszor pedig 1992-ben Párizsban, ahol, bár egy héttel korábban a jobbkeze megsérült, felemás korláton bronzérmet szerzett.
Az 1992. évi nyári olimpiai játékokon Barcelonában a csapattal (Lavinia Miloșovici, Gina Gogean, Cristina Bontaș, Vanda Hădărean, Maria Neculiță) ezüstérmet szerzett, továbbá felemás korláton Lavinia Miloșovici-csal megosztva a negyedik helyen végzett.

### Visszavonulása után
A versenyzésből 1993-ban egy kézsérülés következtében vonult vissza. Tornaedzőként folytatta tevékenységét, új tehetségek felfedezésének szentelte figyelmét.
1994-ben a bukaresti Universitatea Ecologică Egyetem Sport és Testnevelési tanszékén folytatott tanulmányai során későbbi férjével, Octavian Romasszal tagja az egyetem aerobikcsapatának.
Az első Román Aerobikbajnokságon 1996-ban egyéniben és párosban is második helyezést ért el.
1997-ben férjével együtt Spanyolországba költözött, ahol a gijóni Real Grupo De Cultura Covadonga klubban edzősködtek, jelentős eredményeket érve el sportolóikkal a spanyol bajnokságokon. Első fiuk, Cătălin is Spanyolországban született és nevelkedett öt évig.
Romániába visszatérve előbb a nagybányai municípiumi sportklubban edzősködött, majd 2006-ban Bukarestben Fitness Mirela Pașca néven saját sporttermet nyitottak férjével. Második fiuk, Codruţ Romániában született. Mindkét gyermekük sportol.

## Díjak, kitüntetések
A Román Torna Szövetség 1990 és 1992 között minden évben beválasztotta az év tíz legjobb női sportolója közé.
1994-ben Kiváló Sportolói címmel tüntették ki.
Szülővárosa, Nagybánya 2011-ben díszpolgárává választotta.